# Équipe de Grèce espoirs de football
Maillots
L'équipe de Grèce espoirs de football réunit les joueurs grecs de moins de 21 ans sous l'égide de la fédération de Grèce de football.
Les joueurs ne doivent pas être âgés de plus de 21 ans au début de la campagne de qualifications pour les championnats d'Europe de football espoirs. Des joueurs de 23 ans ayant participé aux qualifications peuvent donc participer à cette compétition.

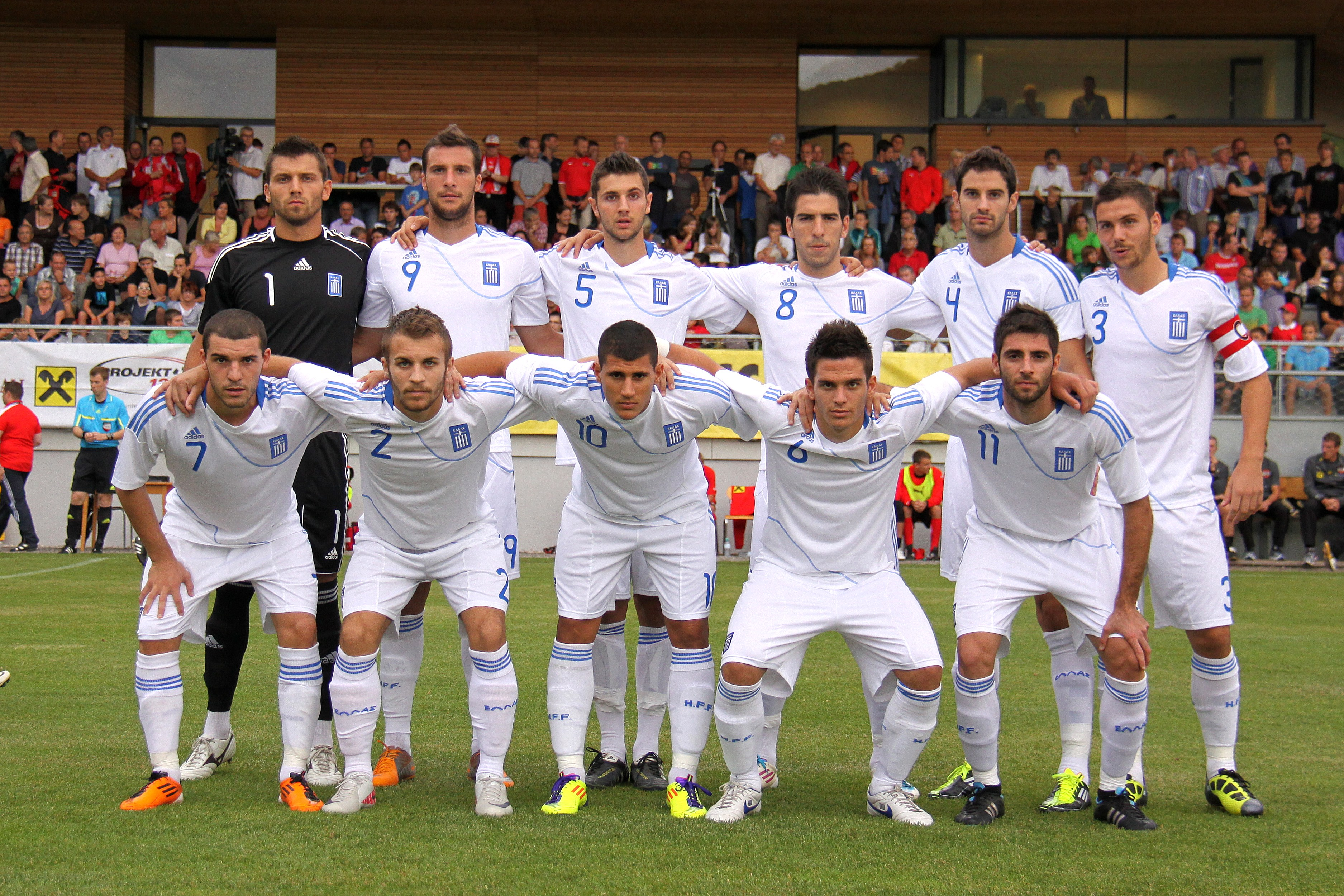
L'équipe de Grèce espoirs de football (2011-09-05).

## Effectif en 2022
Les joueurs suivants ont été appelés pour disputer un match amical contre la Pologne le 23 septembre 2022.
Gardiens
- Konstantinos Tzolakis
- Konstantinos Balomenos
- Georgios Theocharis

Défenseurs
- Panagiotis Panagiotou
- Kyriakos Aslanidis
- Angelos Tsavos
- Georgios Tourkochoritis
- Apostolos Apostolopoulos
- Fótis Kítsos
- Georgios Sideras

Milieux
- Vasilios Troumpoulos
- Thomas Karaberis
- Christos Kryparakos
- Christos Belevonis
- Anastasios Sapountzis
- Argyris Darelas
- Dimitrios Metaxas
- Titos Koutentakis
- Giannis Konstantelias
- Chrístos Kourfalídis
- Vasilios Sourlis

Attaquants
- Giannis Karakoutis
- Michális Kosídis
- Marios Tzavidas